# Sikorsky S-92
Sikorsky S-92 — американський чотирилопатевий двомоторний транспортний вертоліт середньої вантажопідіймальності. Виробляється фірмою Sikorsky Aircraft для ринку цивільних і військових вертольотів. S-92 є подальшим розвитком вертольота Sikorsky S-70 і має аналогічні системи, такі як система управління і роторна система.
Sikorsky H-92 Superhawk — військова версія вертольота S-92, призначена для пасажирських перевезень. Здатний перевезти 22 солдатів. H-92 може також використовуватися для багатьох цілей, включаючи пошуково-рятувальну службу і як VIP-транспорт.
Вперше піднявся в повітря в 1998 році.

## Використовувався в країнах
- США
- Кувейт
- Катар
- Південна Корея
- Саудівська Аравія
- Туреччина
- Туркменістан
- Велика Британія
- Таїланд
- Канада
- Норвегія
- Азербайджан
- Екваторіальна Гвінея